# Brodec (Gosztivar)
Brodec (macedónul: Бродец) település Észak-Macedóniában, a Pologi körzet Gosztivari járásában.

## Népesség
| Lakosok száma | 120  | 171  | 182  | 119  | 70   | 26   | 8    | 7    |      |
|               | 1948 | 1953 | 1961 | 1971 | 1981 | 1991 | 1994 | 2002 | 2021 |

2002-ben 7 lakosa volt, akik mindannyian macedónok.